# Première
Een première is de eerste publieke uitvoering van een toneel- of muziekstuk of de eerste vertoning van een film. Het is Frans voor "de eerste".
Meestal worden voor een première van een film de belangrijkste mensen, die voor de totstandkoming van de film hebben gezorgd, uitgenodigd. Hierbij valt te denken aan de acteurs en de belangrijkste sponsors van een film.
Men spreekt van een 'wereldpremière' als een werk wereldwijd voor de eerste keer gepresenteerd wordt. De term wordt ook in overdrachtelijke zin gebruikt, wanneer iemand voor het eerst een spraakmakende uitspraak doet of iets opmerkelijks of bijzonders presteert.
De première van een stuk is vaak een hoogtepunt waar de leden van een orkest of theatergezelschap gedurende vele repetities naartoe opbouwen. Het is de uitvoering waar de recensenten hun oordeel op baseren. De laatste repetitie heet vaak de "generale repetitie", waarin de samenstellende delen samenkomen voor een "algemene" doorloop.
Het idee en de organisatie van de eerste filmpremière, waarbij de rode loper werd uitgerold voor de sterren, wordt toegeschreven aan Hollywood-showbusinessman Sid Grauman (1879-1950).
Als een film in première gaat ("wordt uitgebracht"), houdt dit meestal in dat de film dagelijks (vaak meermalen) in vele bioscopen is te zien. Vaak is echter de film al eerder klaar en soms zijn er op veel kleinere schaal voorpremières, bijvoorbeeld een of enkele vertoningen in een of enkele bioscopen. Soms is de eerste vertoning op een filmfestival.